# FC Maia
Futebol Clube da Maia – portugalski klub piłkarski, mający siedzibę w mieście Maia. Klub został założony 4 kwietnia 1954 roku, a jego prezesem był António Fernando Oliveira Silva. W sezonie 2007/2008 występował w III. Divisão. Trenerem drużyny był m.in. Eduardo Luís. W 2011 r. ostatecznie zaprzestał działalności a w jego miejsce powstał utworzony jeszcze w lipcu 2009 FC Maia Lidador. 

## Historia
Klub nigdy nie uczestniczył w portugalskiej najwyższej klasie rozgrywek piłkarskich (Primeira Liga). Od 1997 do 2006 klub uczestniczył w rozgrywkach Segunda Liga zajmując miejsca w pierwszej dziesiątce. W 2008 r. klub popadł w zadłużenie, a w kwietniu 2011 roku uległ rozwiązaniu. Jako FC Maia Lidador występuje w klasie okręgowej dystryktu Porto. Na przełomie 2018 i 2019 rozegrał kilka meczów towarzyskich.
| Liga                       | Uczestnictwo | Tytuły                     |
| -------------------------- | ------------ | -------------------------- |
| Primeira Liga              | 0 razy       | —                          |
| Segunda Liga               | 10 razy      | —                          |
| Segunda Liga „B”           | 8 razy       | —                          |
| Segunda Divisão Portuguesa | 3 razy       | 1. miejsce (sezon 1996/97) |
| Puchar Portugalii          | 21 razy      | —                          |
| Puchar Ligi                | 0 razy       | —                          |

## Tytuły i osiągnięcia
- Mistrz Segunda Divisão Portuguesa w sezonie 1996/1997 i awans do Segunda Liga.

## Zawodnicy w klubie
- António Lima Pereira
- Fernando Aguiar
- Rogério Matias
- Hélder Rosário
- Carlos Secretário
- /  Jean Paulista
- Eurico Gomes (trener)